# Parapinnixa beaufortensis
Parapinnixa beaufortensis är en kräftdjursart som beskrevs av M. J. Rathbun 1918. Parapinnixa beaufortensis ingår i släktet Parapinnixa och familjen Pinnotheridae. Inga underarter finns listade i Catalogue of Life.